# Шахта «Пролетарська»
ДВАТ "Шахта «Пролетарська». Входить до ДХК «Луганськвугілля». Розташована у смт. Новотошківське, Кіровської міськради Луганської області.
Шахта знаходиться на стадії ліквідації.
Адреса: 93891, смт. Новотошківське, м. Кіровськ, Луганської обл.